# Gauliga Danzig-Westpreußen 1941/42
Die Gauliga Danzig-Westpreußen 1941/42 war die zweite Spielzeit der Gauliga Danzig-Westpreußen des Fachamtes Fußball. Die Gauliga wurde in dieser Saison um vier Mannschaften erweitert. Die Gaumeisterschaft, welche im Rundenturnier ausgetragen wurde, gewann der HSV Unteroffiziersschule Marienwerder mit einem Punkt Vorsprung vor der SG Neufahrwasser und qualifizierte sich somit für die deutsche Fußballmeisterschaft 1941/42. Bei dieser schied Marienwerder bereits in der Qualifikationsrunde nach einer deutlichen 1:7-Niederlage gegen den VfB Königsberg aus. Der Elbinger SV und VfR Hansa Elbing stiegen ab. Da die Gaumeisterschaft nächste Saison nochmals um einen Teilnehmer erweitert wurde, stiegen 3 Mannschaften aus den 1. Klassen auf.

## Kreuztabelle
| 1941/42                               | HUS Marienwerder | SG Neufahrwasser | BuEV Danzig | SV Viktoria Elbing | Post-SG Danzig | SC Wacker Schidlitz | SC Preußen Danzig | SG OrPO Danzig | Elbinger SV | VfR Hansa Elbing |
| ------------------------------------- | ---------------- | ---------------- | ----------- | ------------------ | -------------- | ------------------- | ----------------- | -------------- | ----------- | ---------------- |
| HSV Unteroffiziersschule Marienwerder |                  | 3:1              | +0:0 a      | 5:1                | 7:3            | 7:2                 | 8:0               | 5:1            | 2:0         | 1:1              |
| SG Neufahrwasser                      | 1:4              |                  | 3:0         | 5:1                | 5:1            | 5:1                 | 2:0               | 6:1            | 5:2         | 2:1              |
| BuEV Danzig                           | 3:1              | 1:6              |             | 2:0                | 2:2            | 5:3                 | 1:1               | 4:2            | 4:1         | 0:0              |
| SV Viktoria Elbing                    | 1:6              | 2:4              | 4:3         |                    | +0:0 b         | 1:4                 | 4:1               | 0:2            | 5:4         | 2:0              |
| Post-SG Danzig                        | 0:3              | 1:1              | 2:1         | 2:1                |                | 2:3                 | 1:1               | 3:3            | 2:1         | 2:5              |
| SC Wacker Schidlitz                   | 4:6              | 3:3              | 1:1         | 2:6                | 3:4            |                     | 3:1               | 3:1            | 1:2         | 4:0              |
| SC Preußen Danzig                     | 2:7              | 2:3              | 1:2         | 2:1                | 2:3            | 3:0                 |                   | 3:4            | 8:0         | 6:1              |
| SG OrPo Danzig                        | 0:9              | 2:8              | 1:3         | 2:4                | 4:0            | 4:0                 | 0:2               |                | 9:0         | 0:0+ c           |
| Elbinger SV                           | 1:9              | 1:5              | 2:3         | 0:1                | 6:2            | 1:1                 | +0:0 d            | 6:2            |             | 3:3              |
| VfR Hansa Elbing                      | 2:0              | 2:7              | 0:2         | 1:3                | 0:3            | 1:4                 | 1:2               | 1:2            | 1:2         |                  |

## Abschlusstabelle
| Pl. | Verein                                    | Sp. | S  | U | N  | Tore    | Quote | Punkte |
| --- | ----------------------------------------- | --- | -- | - | -- | ------- | ----- | ------ |
| 1.  | HSV Unteroffiziersschule Marienwerder (N) | 18  | 15 | 1 | 2  | 083:230 | 3,61  | 31:50  |
| 2.  | SV Neufahrwasser                          | 18  | 14 | 2 | 2  | 072:280 | 2,57  | 30:60  |
| 3.  | BuEV Danzig                               | 18  | 9  | 4 | 5  | 037:300 | 1,23  | 22:14  |
| 4.  | SV Viktoria Elbing                        | 18  | 9  | 0 | 9  | 037:450 | 0,82  | 18:18  |
| 5.  | Post-SG Danzig (N)                        | 18  | 6  | 4 | 8  | 033:480 | 0,69  | 16:20  |
| 6.  | SC Wacker Schidlitz (N)                   | 18  | 6  | 3 | 9  | 042:530 | 0,79  | 15:21  |
| 7.  | SC Preußen Danzig (M)                     | 18  | 6  | 2 | 10 | 037:410 | 0,90  | 14:22  |
| 8.  | SG OrPo Danzig                            | 18  | 6  | 1 | 11 | 040:570 | 0,70  | 13:23  |
| 9.  | Elbinger SV (N)                           | 18  | 5  | 2 | 11 | 032:630 | 0,51  | 12:24  |
| 10. | VfR Hansa Elbing                          | 18  | 3  | 3 | 12 | 020:450 | 0,44  | 09:27  |

| (M) | Titelverteidiger              |
| (N) | Aufsteiger aus den 1. Klassen |

## Aufstiegsrunde
| Pl. | Verein                                                                              | Sp. | S | U | N | Tore    | Quote | Punkte |
| --- | ----------------------------------------------------------------------------------- | --- | - | - | - | ------- | ----- | ------ |
| 1.  | SG Bromberg (Sieger 1. Klasse Bezirk 3 Bromberg Staffel A)                          | 8   | 7 | 0 | 1 | 032:110 | 2,91  | 14:20  |
| 2.  | LSV Danzig (Sieger 1. Klasse Bezirk 1 Danzig Staffel B)                             | 8   | 6 | 1 | 1 | 033:140 | 2,36  | 13:30  |
| 3.  | SV Thorn (Sieger 1. Klasse Bezirk 3 Bromberg Staffel B)                             | 8   | 4 | 1 | 3 | 022:150 | 1,47  | 09:70  |
| 4.  | TV Ohra (Sieger 1. Klasse Bezirk 1 Danzig Staffel A)                                | 8   | 1 | 0 | 7 | 012:250 | 0,48  | 02:14  |
| 5.  | WKG der BSG Ferdinand Schichau GmbH Elbing (Sieger 1. Klasse Bezirk 2 Marienwerder) | 8   | 1 | 0 | 7 | 005:390 | 0,13  | 02:14  |